# Betsiamites
Betsamites (Bersiamites, Bersimis, Pessamit First Nation) je jedna od lokalnih zajednica Innu Indijanaca duž istočne (lijeve) obale rijeke Bersimis, pritoke Saint Lawrencea u Quebecu. Betsiamites se danas vode kao jedna od 9 skupina Montagnaisa u Quebecu. Samuel de Champlain 1632. na svojoj mapi ih označavaju kao "Sauvages Bersiamiste," ime koje je nastalo od montagnais riječi "pessamit", u značenju "the place where the lamprey are."  Sami Montagnaisi i misionari preferiraju naziv Betsiamites dok ih Englezi nazivaju Bersimis. Prema Evanu Pritchardu, ekspertu za Algonquian Indijance, Bersiamites nisu Montagnaisi nego Naskapi, među koje klasificira i skupine Oukesestigouek, Chisedech, Ouneskapi, Oumamiouek, Outakouamiouek, Attikiriniouetch, Mouchaouaouastiiriniouek i Outabitibec.
Danas njih oko 3 600 živi na i oko rezervata Betsiamites Reserve uz sjevernu obalu St. Lawrencea u Quebecu

## Vanjske poveznice
- Bersiamite Indian Tribe History